# Матаси
Мата́си (рос. Матасы) — село у складі Петуховського округу Курганської області, Росія.
Населення — 310 осіб (2010, 364 у 2002).
Національний склад станом на 2002 рік:
- росіяни — 86 %